# 夜型愛人専門店-ブラッドハウンド-
『夜型愛人専門店-ブラッドハウンド-』（よるがたあいじんせんもんてん ブラッドハウンド）は、由貴香織里による漫画作品。『別冊花とゆめ』（白泉社）2003年1月号・2004年5月号と『花とゆめ』（白泉社）2004年9号に掲載された。
2004年に『ヴァンパイアホスト〜夜型愛人専門店〜』というタイトルでテレビドラマ化された。

## あらすじ
高校生の莉音は、行方不明になった親友の志穂子が残した唯一の手掛かりである名刺を頼りに、ホストクラブ『クランケンハウス』へやってきた。
巷で起こっている吸血鬼殺人事件と関係があると思っていたが、一蹴されてしまう。納得のいかない莉音はわざと酒瓶を割り、押しかけでアルバイトをし、内情を探る。

## 登場人物

### 主人公
狩野 莉音（）
お嬢様高校に通う女子高生だが、校内では浮いた存在。父親は町内会長をしており、厳しい。優秀な姉がおり、いつも比べられている。大型犬が苦手。
幼いころ吸血鬼に咬まれ、首筋にその痕「XXX」（30）が残っており、その痣はユダがキリストを裏切った代償に得た銀貨30枚を表し、「ユダの子孫」を意味する。

### クランケンハウス
至高の血を持つ聖女エルオーネを探し求めている。
蘇芳（）
名前の通り、蘇芳色の髪の毛をしている。
天藍（）
金髪の中国人系。クラブの主任兼シェフだが、掃除をしていたり備品を運んでいたりと、雑用もこなす。怪力の持ち主。
桜（）
バーテンダー。本名が「桜沢」なので、「桜」。
萌黄（）
無邪気に毒舌を吐く。ベビーフェイスで外見は莉音と同い年くらいだが、本人曰く「見かけよりずーっと年を食っている」とのこと。酔うと脱ぐ癖がある。
紫杏（）
ワイルド系ホスト。よく寝ている。
レグホーン
犬。

### その他
相賀 志穂子（）
莉音の親友。おとなしい性格。周囲から浮いていた莉音を偏見の目で見なかった。「好きな人に血をあげている」という言葉を残し、以後行方不明になる。
駿河（）
莉音の高校の生活指導担当の教師。クランケンハウスの裏のマンションに住んでいる。実は行方不明事件の首謀者。
天毎木 衣華（）
ホテル王・天毎木グループの社長令嬢。胸部（恐らく心臓）に病を抱え、幼いころから手術を何度も受け、胸にはその跡が残っている。

## テレビドラマ
2004年にテレビ東京系列で放送。製作局のテレビ東京では2004年4月4日から6月27日まで、毎週月曜01:00 - 01:30 に放送。実際のタイトルロゴは『ヴァンパイアホスト〜夜型愛人専門店〜』であるが、番組表上では『ヴァンパイアホスト』と副題の無い表記が用いられていた。
設定やストーリーなどは原作からは大きく変更されている。エンディングでは、クランケンハウスに所属するホストたちのお勧めのカクテルが紹介される。

### キャスト
狩野 莉音（アルバイト） - 小向美奈子
女子高生。親友の志穂が失踪した事件をきっかけに、蘇芳とクランケンハウスに関わることになる。
犯人の手がかりとなるクランケンハウスに潜入するためにピンドンを割り、その借金を返すという名目でアルバイトとして働くことになった。ただし未成年のため、仕事は開店前の掃除のみである。なぜかメイドや赤ずきんなど、毎回違ったコスチュームで仕事をさせられている。蘇芳とはケンカ友達のような間柄。怒るとすぐに蹴りを入れる（主な被害者は蘇芳）。
蘇芳（ホスト） - 松田悟志
ホストクラブ「クランケンハウス」の万年ナンバー2ホスト。客の女性には甘い言葉を囁くが、基本的に口が悪く、莉音と毎日のように口げんかをしている。
その正体は200年もの時を生きる吸血鬼。しかし、人間からの吸血行為は行わず（以前は人間から吸血していたが、現在はある事情からやめている）、輸血用の血液をすすって暮らしている。一見普通の人間と代わらない風貌だが、胸のペンダントを外すと吸血鬼本来の姿に戻り、超人的な力を発揮する。その際、口上を長々と述べようとするが、途中で莉音に突っ込まれたり相手に攻撃されたりして言い切れた例が無い。
怒ったりむかついたりすると「血ぃ吸うぞ」「絶対血吸ってやる」などと莉音や敵に向かって言うが、上記の通り劇中では実際に吸血したことは一度も無い。
一般に吸血鬼の弱点とされる十字架やニンニク、日光などは弱点ではなく、何の効果も無い上に基本的に不死であり（昼夜逆転の生活をしているだけであり、昼でも平気で屋外を出歩ける）、人間なら死ぬようなダメージを与えても決して殺すことはできない（ただし、痛みは感じる）。これはペンダントの脱着とは無関係。
好物はニンニクを効かせた餃子。昼間はクランケンハウスの店内に棺を置き、そこで眠っている。
天藍（店長） - 佐野史郎
クランケンハウスの店長。蘇芳に食事用の血液を提供する人物でもある。
萌黄（ホスト） - 倉貫匡弘
クランケンハウスのホスト。蘇芳が他の客を相手にしている時にダイアナを担当することが多く、よく嫉妬した彼女に当たり散らされている。
紫杏（ホスト） - 山本勲
浅緋（ホスト） - 矢倉亮
黄金（ホスト） - 下出丞一
桜（ホスト） - KEI
あずき（ホスト） - 藤田剛
友田 知世（ダイアナ） - 信川清順
クランケンハウスの常連にして刑事。蘇芳に入れ込んでおり、彼が他の客の相手をしていると、嫉妬して周り（主に萌黄）に当たり散らす。普段は黒髪のショートボブカツラにスーツといういでたちだが、来店時は「ダイアナ」と名乗り、金髪に派手なドレス姿で現れる。クランケンハウスに通っていることは秘密にしているらしく、偶然外で莉音と出会った時には必死に誤魔化そうとしていた。
東守 - 鈴木リョウジ
友田の部下である刑事。アイドルマニア。

### その他の出演者
EPISODE1
駿河 祥子 - 藤森夕子
莉音の通う学校の教師。失踪した親友の行方を追う莉音に、あまり事件に関わるなと警告し続けている。
相賀 志穂 - 小島由利絵
莉音の親友。「吸血鬼」に捕まったとのメッセージを残して失踪する。
EPISODE2
小嶋 サキ - 福井裕佳梨
透明人間のストーカーに付きまとわれていると訴えるアイドル。奥村マヤとは、かつて同じアイドルグループに所属していた。
奥村 マヤ - 矢吹春奈
透明人間のストーカーに殺されたアイドル。
小沢 直樹 - 山田幸伸
小嶋サキのマネージャー。
EPISODE3
犬神 舞 - 榊安奈
佐藤 エリカ - 井上碧
高樹 瑠奈 - 琴乃
高村 五月 - 滝沢涼子
EPISODE4
葛城 ユウジ - 村田充
死神を自称するホスト。
亜美 - 櫻井ゆか
香織 - 木下真利
涼子 - 下元あきら
EPISODE5
来栖 瞳 - 大谷允保
莉音と同じ高校の生徒。
横山 聖子 - 伊藤修子
LAST EPISODE
玲羅 - 安藤希
蘇芳を愛し吸血鬼になった女。

### EPISODE
参照 宇宙船DATA BOOK 2005
| 話数 | 放送日  | サブタイトル                             | 脚本     | 監督     |
| ---- | ------- | ---------------------------------------- | -------- | -------- |
| 1    | 4月4日  | ep.1_前編 吸血鬼連続殺人・事件篇         | 福田卓郎 | 大根仁   |
| 2    | 4月11日 | ep.1_後編 吸血鬼連続殺人・解決篇         | 福田卓郎 | 大根仁   |
| 3    | 4月18日 | ep.2_前編 透明人間ストーカー殺人・事件篇 | 福田卓郎 | 大根仁   |
| 4    | 4月25日 | ep.2_後編 透明人間ストーカー殺人・解決篇 | 福田卓郎 | 大根仁   |
| 5    | 5月2日  | ep.3_前編 狼人間通り魔殺人・事件篇       | 中村樹基 | 鬼頭理三 |
| 6    | 5月9日  | ep.3_後編 狼人間通り魔殺人・解決篇       | 中村樹基 | 鬼頭理三 |
| 7    | 5月16日 | ep.4_前編 死神ホストの謎・事件篇         | 高橋麻紀 | 西川誠也 |
| 8    | 5月23日 | ep.4_後編 死神ホストの謎・解決篇         | 高橋麻紀 | 西川誠也 |
| 9    | 5月30日 | ep.5_前編 魔女の呪い殺人事件・事件篇     | 福田卓郎 | 大根仁   |
| 10   | 6月13日 | ep.5_後編 魔女の呪い殺人事件・解決篇     | 福田卓郎 | 大根仁   |
| 11   | 6月20日 | ep.6_前編 魔女の復讐殺人・事件篇         | 福田卓郎 | 大根仁   |
| 12   | 6月27日 | ep.6_後編 魔女の復讐殺人・解決篇         | 福田卓郎 | 大根仁   |

### スタッフ
- 原作 - 由貴香織里
- 企画 - 井澤昌平（テレビ東京）、藤原正道（東宝）
- 脚本 - 福田卓郎、中村樹基、高橋麻紀
- 音楽 - 仲西匡
- 主題歌 - angela オープニング曲「in your arms」、エンディング曲「solitude」
- 音楽協力 - テレビ東京ミュージック
- 撮影 - 唐沢悟
- 特殊造型 - 原口智生
- プロデューサー - 山鹿達也（テレビ東京）、山内章弘（東宝）
- 監督 - 大根仁、鬼頭理三、西川誠也
- 製作協力 - オフィスクレッシェンド
- 製作 - テレビ東京、東宝株式会社